# Itame dimidiata
Itame dimidiata là một loài bướm đêm trong họ Geometridae.